# フルメタル・ジャケット
『フルメタル・ジャケット』（英語: Full Metal Jacket）は、1987年に製作されたアメリカ・イギリス合作映画で、ベトナム戦争を題材にした戦争映画。スティーヴン・ジェイ・シュナイダーの『死ぬまでに観たい映画1001本』に掲載されている。

## 概要
スタンリー・キューブリックがマイケル・ハー、グスタフ・ハスフォードと共同で脚本を書き、監督・製作した。マシュー・モディーン、R・リー・アーメイ、ヴィンセント・ドノフリオ、アダム・ボールドウィン、ドリアン・ヘアウッド、アーリス・ハワードら出演。
サウスカロライナ州パリスアイランドの海兵隊新兵訓練所での新兵訓練キャンプを経るアメリカ海兵隊の小隊を追う。映画の前半は主に、厳しい訓練教官ハートマン軍曹の下で苦闘する、それぞれ「ジョーカー」と「パイル」の愛称を持つ二等兵のJ・T・デイビスとレナード・ローレンスに焦点を当てている。後半は、ベトナム戦争のテト攻勢中にベトナムのダナンとフエでジョーカーと他の海兵隊員が経験したことを描いている。
原題の直訳は『完全被甲弾』となり、弾体の鉛を銅などで覆った弾丸のことである。原作は、グスタフ・ハスフォードの自伝的小説『ショート・タイマーズ』（#原作参照。用語の意義としては「短期現役兵」）。日本での公開は1988年3月。

## あらすじ
前半では海兵隊訓練所で新兵が受ける過酷な訓練、後半では彼らのベトナムでの行動が描かれる。
ストーリー前半
ベトナム戦争時、アメリカ海兵隊に志願した青年ジョーカーは、サウスカロライナ州パリス・アイランドの海兵隊訓練キャンプで厳しい教練を受けることになる。
キャンプの鬼教官・ハートマン先任軍曹の指導のもとで行われる訓練は、徹底的な叱責と罵倒、心身ともに過酷を極めるものだった。さらに連帯責任による懲罰、訓練生の間で行われるいじめなど閉鎖的な空間で受ける社会的ストレスが次々と描かれていく。
落ちこぼれだった訓練生レナードは、ハートマン軍曹から早々に目を付けられ、レナードの連帯責任として懲罰を受けることになった訓練生たちからも、激しいいじめを受け続ける。しかし、ジョーカーら同期生のサポートを受けて訓練をやり遂げ、最終的に射撃の才を認められ高い評価を得る。
だが、過酷な訓練により精神に変調をきたしてしまい、卒業式の夜にライフル銃を無断で持ち出してトイレにいたところをジョーカーに発見され、駆け付けたハートマンを射殺した後、自ら命を絶ってしまう。
ストーリー後半
厳しい訓練を耐え抜き一人前の海兵隊員となった彼らは、ベトナムへ送られる。報道部員になっていたジョーカーは上官から目をつけられ、前線での取材を命じられる。
訓練所での同期であったカウボーイと再会し、彼が属する小隊に同行することとなる。ある日カウボーイたちは、情報部から敵の後退を知らされ、その確認のためにフエ市街に先遣される。しかし交戦地帯で小隊長が砲撃で戦死、さらに分隊長をブービートラップで失う。
残る下士官のカウボーイが隊の指揮を引き継ぐも、進路を誤って転進しようとしたところに狙撃兵の待ち伏せを受け、2人の犠牲者を出す。無線で前線本部の指示を仰ごうとしたカウボーイは、廃ビルの陰に隠れたつもりが、崩れた壁の隙間から襲ってきた銃弾に倒されてしまう。
残されたジョーカーらは狙撃兵への復讐を決意し、煙幕を焚いたうえで狙撃兵がいるとみられるビルに忍び込む。ジョーカーが見た狙撃兵の正体は、まだ若い少女だった。ジョーカーは狙撃兵から返り討ちにされそうになるが、駆け付けたラフターマンが彼女に銃弾を浴びせた。虫の息となった狙撃兵の少女は祈りながらとどめを刺すよう懇願し、ジョーカーは様々な思いの中で拳銃の引き金を引いた。
運よく五体満足で任期を終えられた、ジョーカーらはミッキーマウス・マーチを高らかに歌いつつ、闇夜の戦場を行軍してゆく。

## 登場人物とキャスト
（）内は愛称。本名では滅多に呼ばれない。
ジェイムズ・T・デイヴィス（ジョーカー）
演 - マシュー・モディーン
本作の主人公で、海兵隊員。皮肉屋で、その言動からハートマンに「ジョーカー（おふざけ野郎）」と命名された。ハートマンにも皮肉を言える度胸を買われ、訓練途中から班長に抜擢、レナードのバンクメイト（ペアを組んで助け合う「寝台戦友」）を命じられる。高校生の時に広報部だったため、歩兵訓練後は『スターズ・アンド・ストライプス』（米軍の準機関紙）の報道員となる。原作では高校で演劇部の経験も積んでいて、エロール・フリンやジョン・ウェインの声帯模写を披露している。ベトナムで伍長から軍曹に昇進したが、原作では下っ端の方が向いていると主張して、伍長の階級章を付け続けている。いつも胸にはピースマークのバッジを付け、ヘルメットカバーには「Born To Kill」と書いている。ある海兵隊大佐が前線でこれを見咎めて問いただしたものの、ジョーカーの「ユングのいう、人間の二面性のようなものを表そうと思ったのです」という説明が全く理解できなかった。原作ではフエ戦の後で、遭遇した「事務屋」の海兵隊大佐の機嫌を損ねたことから、報道部から戦闘部隊へ転属させられる。
レナード・ローレンス（微笑みデブ。英語では「ゴーマー・パイル」）
演 - ヴィンセント・ドノフリオ
渾名の由来はドラマ『メイベリー110番』と続編『マイペース二等兵』の、やはり海兵隊員である登場人物より（「マイペース――」では主役を張る）。海兵隊に志願したは良いが、非常に鈍臭い上に靴紐を結べないなど、基本的な生活能力に欠ける面があり、訓練所では当初ドジばかりで、その度にハートマンから厳しい指導を受ける。これを繰り返すうちに、連帯責任として本人を除く全員が罰を受けるようになり、それを恨んだ同期の訓練生たちから、夜中にタオルにくるんだ固形石鹸で殴打されるリンチ（Blanket party）を受け、世話係に任命されたジョーカーも複雑な表情を見せながら参加した。
しかしその後、動きは格段に素早くなり、射撃の才能を開花させ、入隊時とは別人のように成長していくが、精神に変調をきたし、貸与されたM14自動小銃に話しかけるなどの奇行が目立ち、同期生たちから気味悪がられる。原作では最優秀訓練生として、卒業パレードで礼装「ブルードレス」を着る栄誉を得た。訓練所を離れる前夜、営舎の便所にて、M14自動小銃にどこからか入手した実包を装填して、止めに来たハートマンの命令を無視して彼を射殺、自身も銃口を口にくわえて引き金を引き自殺する。
ハートマン軍曹
演 - R・リー・アーメイ
アメリカ海兵隊の訓練教官で、階級は一等軍曹。
厳しい教練で知られ、常に訓練生たちを容赦なく品のないスラングで罵倒し続ける鬼軍曹。訓練生を故意に挑発して反応を確かめたり、出来の悪いレナードの面倒を同じ訓練生のジョーカーに任せるなど、練兵下士官としての老練さも見せる。
原作小説ではガーハイム砲兵軍曹という名で、硫黄島の戦いでの戦歴があり、ビール腹の体型、ジョーカーが配属されることになった報道部に対して「あいつらのために軍規が緩む」と不満を見せ、銃を突き付けてきたレナードに対して得心の笑みを浮かべるなど、映画とは設定が若干異なる。
エヴァンス（カウボーイ）
演 - アーリス・ハワード
海兵隊員。訓練所ではジョーカーと同じ班に配属され、彼と特に気が合う仲となる。テキサス州出身で、ヘルメットには南部旗のステッカーを貼っている。H中隊第1小隊所属の下士官となり、先遣指揮官のクレイジー・アールがトラップによって戦死したとき、臨時に指揮を執る。戦車の支援を無線で呼ぶ際に、建物に開いていた穴を通して狙撃され、止血の甲斐なく死亡する。原作では、第3部のジャングル偵察で敵狙撃兵の待ち伏せを受け、身を隠せない場所で重傷を負い、同じく倒れた部下たちを拳銃で撃って楽にしてやり、自らはジョーカーが放った銃弾によってとどめを刺された。
アニマルマザー
演 - アダム・ボールドウィン
カウボーイの分隊に所属するM60機関銃手。カウボーイの後退命令を拒否して、撃たれた仲間の救出を試みる。黒人差別的な言動があったが、その黒人兵が撃たれた際には猛然と銃を連射し、救出に向かおうともした。本名は不明。ヘルメットカバーには「I Am Become Death」（我は死神なり）と書いている。原作では民間人や気に入らない上官を殺すことすら厭わないなど、凶暴な面が強調されている。
エイトボール
演 - ドリアン・ヘアウッド
カウボーイの分隊に所属する黒人兵。ヘルメットカバーにはビリヤードのエイトボールのイラストが描かれている。
スノーボール
演 - ピーター・エドモンド
黒人の訓練生、訓練所でジョーカーらと同じ班となる。本名は「ブラウン」だが、ハートマンから「スノーボール(白雪丸)」というあだ名を付けられた。当初は班長を務めていたが、ハートマンの命令でジョーカーに班長を交代させられる。後半のベトナムには登場しない。
ラフターマン
演 - ケビン・メージャー・ハワード
海兵隊報道部の一等兵。ジョーカーの相棒を務めるカメラマン。駐屯地の酒場で酒に酔って梁に登り、居合わせた将軍（ゼネラル・モーターズ）一行のテーブルへ転落したためラフターマン（梁男）という渾名を付けられたが、映画ではその経緯が省略されている。ジョーカーとともにフエ奪還戦に加わり、敵狙撃兵に狙われた彼を危機から救った。なお原作では、フエから報道部へ戻る帰路で味方戦車にひかれ、ジョーカーの眼前で事故死した。
ウォルター・J・シノスキー（ミスター・タッチダウン）
演 - エド・オロス
エヴァンスの所属する隊を指揮する少尉。エヴァンスを探すジョーカーに自らがカウボーイの隊の一員だということを明かし、戦況などをジョーカーに教えた。フエ市街での戦闘で、飛来した砲弾片に当たって戦死。原作ではショートラウンド（チビ）という名で、フエ王宮をめぐる戦闘中に手榴弾攻撃を受けて死亡。その手榴弾は、彼から度々叱責されたことを逆恨みしたアニマルマザーが、戦闘にまぎれて投げつけたものだった。

## スタッフ
- 監督：スタンリー・キューブリック
- 音楽：アビゲイル・ミード（キューブリックの娘であるヴィヴィアン・キューブリック（英語版）の偽名）

## 作品解説

### 日本語字幕
他のキューブリック監督作品でも多い例だが、キューブリック自身が本作品の字幕翻訳をチェックしている。日本語字幕への翻訳は、当初は戸田奈津子が担当したが、ハートマン軍曹の台詞を穏当に意訳したため、再英訳を読んだキューブリックは「汚さが出てない」として戸田の翻訳を却下、急遽、原田眞人が起用され、翻訳作業にあたった。キューブリックが原文の直訳を要求した結果、「まるでそびえたつクソだ！」などの奇抜な言い回しがかえって著名になり、さまざまなパロディが登場した。

### 撮影
アメリカ合衆国とベトナムが舞台だが、イギリスで撮影された。そして原作の後半が省略されたこともあり、ベトナム戦争を扱った映画には珍しくジャングルでの戦闘がなく、主に市街戦が描かれている。ただし原作ではフエ宮殿地域の邸宅群が舞台となっているのに対し、映画ではコンクリート建築が並ぶ街並みにアレンジされている。
前半の訓練シーンはイギリス南部にあるバシングボーン基地・クイーンズ師団駐屯地が使用されている。
後半の戦闘シーンの撮影は1985年8月から約1年に渡ってイーストロンドンで行なわれた。ベックトン地区のブリティッシュガスの敷地内にあった解体予定の建物の使用許可を得ると、美術スタッフは6週間をかけて建物を部分的に破壊し、戦時下のフエの街並みを再現した。
1987年の映画雑誌スクリーンインターナショナルによると、この映画のために12万英国ポンド相当の熱帯植物をPalmbrokers（映画撮影用に樹木や植物を扱うイギリスのレンタル会社）に委託し、大量のヤシの木やバナナの木が南スペインから輸入されたという。
またキューブリック監督はアメリカのインディアナポリスにあるRopkey Graphics（軍用車両専門のアメリカのレンタル会社）から戦車10両を借りようとしたが、車体が大きすぎて輸送を断念。代わりにベルギー陸軍から6両のM-47パットン戦車を借りることになり、英仏海峡を艀（はしけ）船で運搬した。
イギリス在住のベトナム移民をはじめとする約5,000人の俳優・エキストラを起用し撮影に臨んだ。

### 配役
当初、訓練教官役への演技指導のために、アメリカ海兵隊の訓練教官を務めた経験のあるR・リー・アーメイが呼ばれたが、その迫力が余りにも生々しく圧倒的だったため、自ら訓練教官を演じることになった。劇中の台詞の半分は、猥褻で下品な言葉が含まれ、さらに本人ばかりか、出身地や家族まで徹底的にこき下ろす彼の罵詈雑言に、出演者が怒り出すこともあった。映画前半の訓練キャンプの描写は非常に有名だが、原作小説では全体の1⁄5程度を占める部分にすぎず、配給会社が用意した映画の予告編にも登場しない。
当初ハートマン役の予定だったティム・コルセリは、交代させられたことが非常に不満だったという。代わりに演じた輸送ヘリのドア・ガンナー役では、ヘリから眼下のベトナム農民を片っ端から撃ち殺し「逃げる奴は皆ベトコンだ、逃げない奴はよく訓練されたベトコンだ」と言い、さらにジョーカーの「よく女子供が殺せるな」という質問に対しては「簡単さ、動きがのろいからな」と答え、「ホント、戦争は地獄だぜ！」と言い放つという、わずかな時間の登場ながら狂気に満ちた演技を見せた。なお原作のドア・ガンナーには台詞が無い。

### 小道具

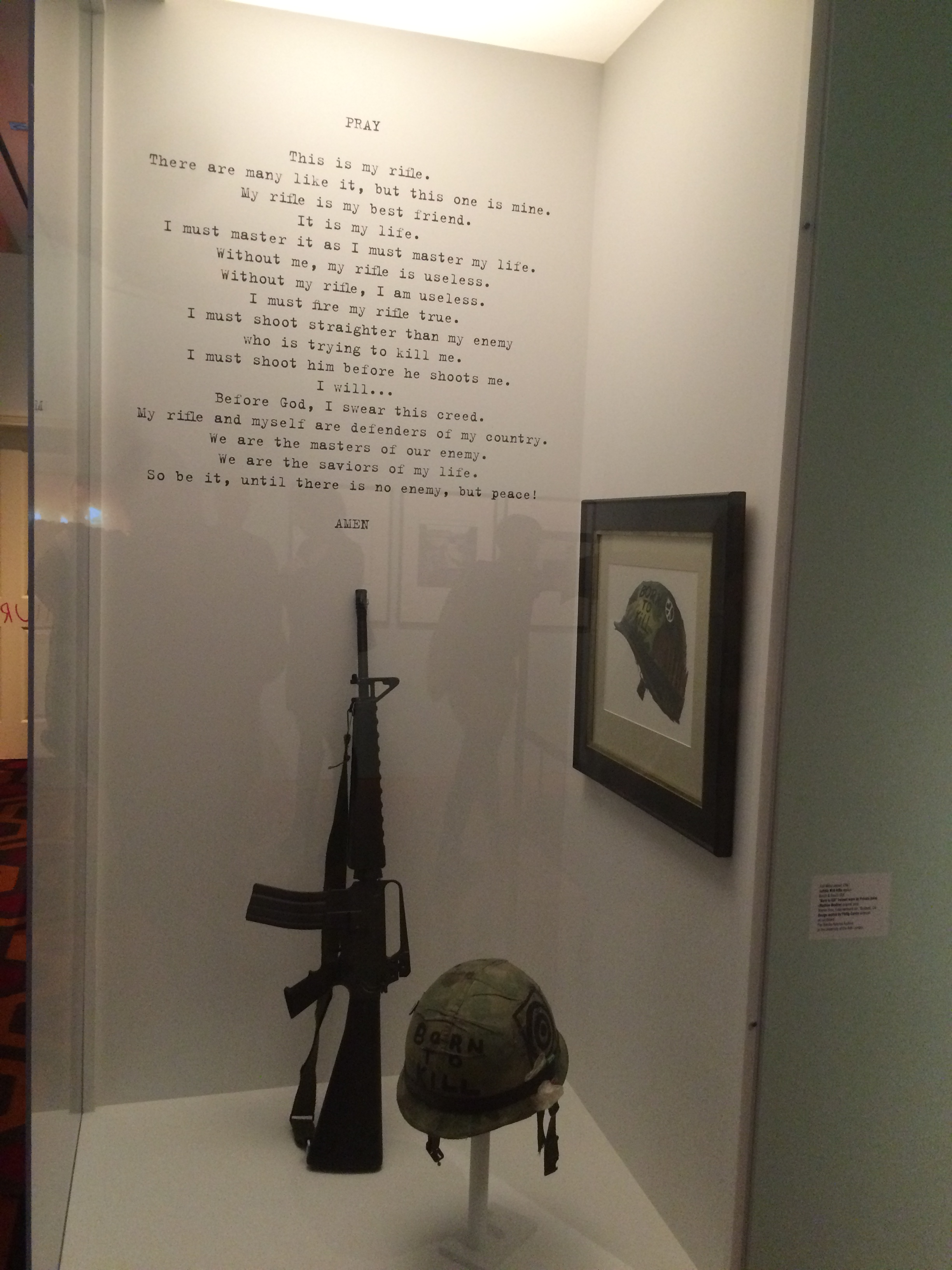
劇中に登場したM16とジョーカーのM1ヘルメット。正面に書かれているのは「これぞ我が銃...」で始まる「ライフルマンの誓い」で、作中でも新兵たちが就寝前に唱えている

M16アサルトライフルが数多く登場するが、発砲する必要がない場面では日本・MGC製のモデルガンが使われている。金属製のモデルガンで質感は実銃に似ているものの、ボルトフォワードアシスト等の形状が実銃とやや異なる。
作中後半で登場するチェコスロバキア製のVz 58アサルトライフルは、AK-47の代役というわけではなく、実際にベトナム戦争で使われていた。

### パロディ
ミリタリーケイデンス
訓練中に歌っている歌は「ミリタリーケイデンス」という。
ファミコンウォーズ
日本では、1988年8月に任天堂から発売されたウォー・シミュレーションゲーム『ファミコンウォーズ』のTVCMで、この歌がパロディで使われてたことで非常に有名。CM内容も本映画の前半の訓練シーンのパロディであり、「微笑みデブ」のようなキャラクターも登場した。
フルメタル・パニック!
ライトノベル作品『フルメタル・パニック!』は、本タイトルをもじって名付けられた作品であり、随所に本作品のパロディが見られる。特に、小説短編もしくはアニメ『フルメタル・パニック ふもっふ？』における「やりすぎのウォークライ」では、乙女のような心を持っている気の弱い弱小ラグビー部のメンバー達が、『マオ姉さんの海兵隊式ののしり手帳（新兵訓練編）』によりひたすら怒号を浴びせられながら、海兵隊のようなスパルタ式の軍隊訓練により洗脳されていく様が描かれている。最終的にメンバー達は、精神に変調をきたしてボールに話しかけるようになり、優しく温和だった性格も正反対となり、自分たちを馬鹿にしていた強豪校をボロボロに打ち負かすストーリーが描かれている。
漫画『右向け左!』
ローレンスがハートマンを射殺する前のセリフ「セブン・シックス・トゥーミリメーター、フルメタルジャケット」「ロックンロール」を、メインキャストの松永達也がそのまま言うシーンがある。
はたらく細胞
アニメ『はたらく細胞』第9話で、前述の「ファミコンウォーズ」以下と同様に、スパルタ式の訓練中に、のちの「キラーT細胞」になる若手の集団が大勢で歌いながら走っているシーンがある。歌詞もアニメ内容に準じたものに替えられている。

## 日本語吹替
- 利重剛（ジョーカー）
- 菅田俊（アニマル・マザー）
- 塩屋俊（エヴァンス）
- 岸谷五朗（エイトボール）
- 斎藤晴彦（ハートマン）
- 村田雄浩（レナード）
- 菅生隆之（シノスキー）
- 襟川クロ (ベトナム女)
- 矢島健一/渡辺哲/有薗芳記/宮本充
- 演出/翻訳：原田眞人

### 日本語吹替版についてのエピソード
- 出典[8][9]
- 吹替版はキューブリックの要請で製作され、劇場公開を前提に製作されていた。字幕版の製作でキューブリックの信頼を勝ち取っていた原田眞人が演出に起用され、吹替声優のキャスティングには全てキューブリックの監修の元、原田自身が選定をした。声優陣は通常の吹替作品と異なり、舞台・テレビを中心に活躍する俳優がキャスティングされている。吹替版は劇場公開が見送られることとなったが、キャスティングも含め通常のテレビ用吹替の倍以上の制作費をかけていたので、お蔵入りになったことを原田自身も気にはなっていたと語っている。
- 劇場公開が見送られた後、何度か吹替版のテレビ放送が計画され、1991年10月23日に水曜ロードショー（TBS）での放送が予定されていたものの、直前になって『ダーティハリー5』に差し替えられた。その後も木曜洋画劇場（テレビ東京）での放送も計画されていた[10]というがいずれも実現はしなかった。原田によるとキューブリックの要請で映画で使われている放送禁止用語を忠実に訳していたため、放送コードに引っかかるので放送が見送られたのではないかと推測している。
- ハートマン軍曹の声を吹き替えた斎藤晴彦は、当時早口オペラで人気を博しており、長丁場のセリフが可能という原田の判断によりキャスティングされたが、収録時あまりのセリフの長さに「これ以上喋ると喉がつぶれる」と怒ってしまったという。
- 地上波以外のテレビ放送もなく、長らくソフト化もされていない幻の作品となっていたが、関係者がマスターテープを発見したことからソフト化の企画が持ち上がり2017年11月8日発売の『吹替の力シリーズ フルメタル・ジャケット 日本語吹替音声追加収録版 ブルーレイ』に収録され初のソフト化が実現した。

## 音楽
監督の娘ヴィヴィアン・キューブリックはアビゲイル・ミード名義で、この映画の音楽を作曲した。

### 劇中で使われている音楽
- ハロー・ベトナム（ジョニー・ライト） - オープニングの散髪シーンに使用。
- サーフィン・バード（ザ・トラッシュメン）
- 愛のチャペル（ディキシー・カップス）
- ウーリー・ブーリー（サム・ザ・シャム・アンド・ザ・ファラオス）
- にくい貴方（ナンシー・シナトラ）
- アイ・ライク・イット・ライク・ザット（クリス・ケナー）
- ミッキーマウス・マーチ
- 黒くぬれ!（ローリング・ストーンズ） - エンド・クレジットで使用。

## 評価
1957年の『突撃』と並び「反戦映画」と称される事があるが、キューブリック監督自身には本作と『突撃』いずれにも「反戦映画」という意識はなく、本作の脚本家マイケル・ハーはキューブリックから「戦争そのものを映画にしたい」という企画意図と『突撃』が「反戦映画」と見なされていることに対する落胆を聞いている。

## 原作
- グスタフ・ハスフォード／高見浩訳『フルメタル・ジャケット』角川書店〈角川文庫〉、1986年3月発売（絶版）。
  - 映画との違いは、前述した様にハートマンの名前がガーハイムとなっている他、映画化されている市街地戦闘（映画の後半部分）の後に、ケサンのジャングルを舞台にしたパトロールが挿入された、全三部構成となっている点が挙げられる。作中の三部構成は、海兵隊訓練キャンプの部は「銃剣の魂」、フエでの市街地戦闘は「殺害戦果」、映画化されていないジャングルでの戦闘は「歩兵たち」と名称が付けられている。
  - 続編として『The Phantom Blooper』が1990年に発表されているが、日本語に翻訳されていない。